# ShiftyLook
ShiftyLookは漫画から始まる、ナムコのフランチャイズを再活性化するために作られたWebサイトである。
2014年9月30日にサイト閉鎖。

## 日本で利用可能な漫画
- BRAVOMAN
- WONDER MOMO
- VALKERYIE
- KATAMARI
- KLONOA
- DIG DUG
- GALAGA
- DRAGON SPIRIT
- WAGAN LAND